# Bahamas nos Jogos Paralímpicos de Verão de 1988
Bahamas participou dos Jogos Paralímpicos de Verão de 1988, que foram realizados na cidade de Seul, na Coreia do Sul, entre os dias 15 e 24 de outubro de 1988.
A delegação não conquistara nenhuma medalha nesta edição das Paralimpíadas.